# أندرو ويثيرال
أندرو ويثيرال (بالإنجليزية: Andrew Weatherall)‏ هو منتج أسطوانات وملحن ودي جيه بريطاني، ولد في 6 أبريل 1963 في ونزر في المملكة المتحدة.

## وصلات خارجية
- أندرو ويثيرال على موقع IMDb (الإنجليزية)
- أندرو ويثيرال على موقع ميوزك برينز (الإنجليزية)
- أندرو ويثيرال على موقع أول ميوزيك (الإنجليزية)
- أندرو ويثيرال على موقع ديسكوغز (الإنجليزية)